# Dawn of Possession
Dawn of Possession är det amerikanska death metal-bandet Immolations debutalbum, släppt juli 1991 av skivbolaget Roadrunner Records.

## Låtförteckning
1. "Into Everlasting Fire" – 5:10
2. "Despondent Souls" – 4:13
3. "Dawn of Possession" – 3:04
4. "Those Left Behind" – 5:13
5. "Internal Decadence" – 2:59
6. "No Forgiveness (Without Bloodshed)" – 4:11
7. "Burial Ground" – 3:36
8. "After My Prayers" – 5:51
9. "Fall in Disease" – 3:47
10. "Immolation" – 4:05

- Text och musik: Ross Dolan/Robert Vigna/Tom Wilkinson

## Medverkande
Musiker (Immolation-medlemmar)
- Ross Dolan – sång, basgitarr
- Robert Vigna – gitarr
- Tom Wilkinson – gitarr
- Craig Smilowski – trummor

Produktion
- Harris Johns – producent, ljudtekniker, ljudmix
- Patricia Mooney – omslagsdesign
- Andreas Marschall – omslagskonst
- Carole Segal – foto
- Renato Gallina – logo
- Mark Mastro – logo